# Siège de Gérone (1653)
Pour les articles homonymes, voir Siège de Gérone.
Guerre des faucheurs
Guerre franco-espagnole
Batailles
- Les Avins (05-1635)
- Louvain (06-1635)
- Tornavento (06-1636)
- Îles de Lérins (03-1637)
- Leucate (08/09-1637)
- Yvois (1637)
- Getaria (08-1638)
- Thionville (06-1639)
- Salses (07-1639)
- Les Downs (10-1639)
- Turin (05-1640)
- Yvois (1639)
- Montjuïc (01-1641)
- Aire (1641)
- Honnecourt (05-1642)
- Rocroi (05-1643)
- Carthagène (09-1643)
- Lérida (05-1646)
- Bergues (08-1646)
- Dunkerque (09-1646)
- Lérida (05-1647)
- Lens (08-1648)
- Rethel (1650)
- Barcelone (1651-1652)
- Mouzon (1653)
- Bordils (12-1653)
- Arras (08-1654)
- Puycerda (10-1654)
- Landrecies (06-1655)
- Pavie (1655)
- Valenciennes (07-1656)
- Dunkerque (05-1658)
- Les Dunes (06-1658)
- Bergues (07-1658)

Le siège de Gérone eut lieu du 12 juillet au 23 septembre 1653, durant la guerre des faucheurs. Il fait partie des événements de résistance après la chute de Barcelone, qui ont marqué la fin de la guerre. Après quatre mois, la ville tomba aux mains des troupes espagnoles. Les troupes franco-catalanes, défaites, se retirèrent dans le Roussillon.

## Préambule
À la fin de 1652 avec la prise de Barcelone par les troupes espagnoles et l'évacuation des troupes françaises de la Catalogne, la plupart de la population et des villes catalanes sont désormais passées du côté de Philippe IV d'Espagne.
L'année 1653 voit la fin de la Fronde. Bien que pas totalement terminés à la mi-1653, les troubles sont désormais réduits au siège de Bordeaux qui capitule le 3 août 1653.
En revanche, dans le nord de la Catalogne, désormais en première ligne, il y a des soulèvements contre les troupes espagnoles. Louis XIV de France décide alors de pénétrer dans le nord de la Catalogne.

## Forces en présence
Royaume de France
- Infanterie
  - Régiment d'Aguilar (Catalan)
  - Régiment d'Anjou-Étranger
  - Régiment d'Auvergne
  - Régiment des Fusiliers Catalans
  - Régiment des Fusiliers d'Hocquincourt
  - Régiment de Gramont
  - Régiment d'Harcourt
  - Régiment de Languedoc-Orléans
  - Régiment de Mazancourt
  - Régiment de Montpezat
  - Régiment de Mazarin-Italien
  - Régiment de Navailles (Saint-Genetz)
  - Régiment de Noirmoutiers
  - Régiment Royal
  - Régiment de Poitou
  - Régiment de La Reine-Mère
  - Régiment de Roquelaure

....
- Cavalerie
  - Régiment de Le Plessis-Bellière
  - Régiment de Mazarin (Cavalerie)
  - Régiment d'Anjou (Cavalerie)
  - Régiment d'Harcourt (Cavalerie)

 Monarchie espagnole
- Infanterie
  - Terç de Barcelone de Francesc Granollachs i de Millàs (ca)
  - Terç de Barcelone d'Isidre Gorchs
  - Troupes de Marco-Antonio Genaro
  - Troupes de Baró de Seebac
  - Troupes de Pablo de Paradas
  - Régiment de la Garde du lieutenant-colonel Gaspar de la Cueva
  - Terç de Galeras i Navilis
  - Terç de Baró d'Amato
  - Terç d'Hércules Visconti (napolitain)
  - Terç de Galeres de Flores d'Avila
  - Terç de Vicenç Magarola de la Ciutat de Barcelone
  - Terç de la Vegueria de Lleida i Cervera
  - Terç de Pau Areny de la Vegueria de Tremp
- Cavalerie
- Plusieurs compagnies des gardes de Son Altesse
- Plusieurs compagnies du régiment de Bourgogne et de Flandre

## Le siège de Gérone
Le 16 juin 1653, sous le commandement de Jacques de Rougé du Plessis-Bellière, 4 000 fantassins et 2 500 cavaliers français entrent en Catalogne par le col du Perthus et se dirigent jusque Castello d'Empuries où elles se sont retirées.
Le 22 juin, la place est investie, la tranchée ouverte. Après la prise de la ville peu de temps après, l'ensemble des forces françaises, à l'exception du régiment de Montpezat qui y reste en garnison dans Castello d'Empuries, se dirige sur Gérone.
Le 12 juillet, les Français arrivent devant Gérone et après une brève attaque contre les tranchées de la rivière Güell, les Hispaniques se retirent et les Français incorporent ces tranchées dans leur camp.
Les troupes défendant Gérone sont composées de 2 000 fantassins, 500 cavaliers et 10 compagnies de milices villageoises.
Le 27 juillet, Charles de Monchy d'Hocquincourt vient renforcer les troupes françaises et prend le commandement de l'ensemble des troupes qui se composent désormais de 7 500 fantassins (316 compagnies) et 4 000 cavaliers (160 compagnies).
Les Français font venir une batterie de quatre canons et bombardent les murs de Gérone qui finissent par ouvrir une brèche dans les défenses à côté du couvent de Sant Francesc de Paula. Néanmoins, les 13 et 20 août, deux attaques françaises sont repoussées. Si la brèche n'est pas agrandie c'est du à la rareté de la poudre aggravée par les salves tirées lors de l'arrivée au camp du Maréchal d'Hocquincourt qui gaspille inutilement celle-ci.
Dans la nuit du 22 au 23 septembre, les troupes de Juan José d'Autriche formant une colonne de secours composée de 5 300 fantassins et 1 800 cavaliers, et d'une sortie de 1 000 fantassins et 400 cavaliers des troupes de Gérone commandées par le connétable de Castille, Íñigo Fernández de Velasco battent les postes français. Au milieu du combat les Français épuisent leur poudre. La cavalerie française chargeant à plusieurs reprises les Hispaniques protège la retraite. Dans ces combats le régiment d'Harcourt se couvre de gloire. Néanmoins, du côté français, les régiments de la Reine-Mère et d'Anjou sont gravement endommagés et le régiment Mazarin-Italien pratiquement anéanti. La défaite française les oblige à lever le siège.

## Conséquences
En raison de la défaite, l'armée française se retira en Roussillon. Malgré tout, il ne manqua pas de renforcer la place de Roses avec suffisamment de troupes pour garantir sa résistance à l'armée espagnole. L'année suivante, les troupes françaises mèneront une nouvelle tentative de reconquête de la Catalogne.

## Source
- (ca) Cet article est partiellement ou en totalité issu de l’article de Wikipédia en catalan intitulé « Setge de Girona (1653) » (voir la liste des auteurs).

1. ↑  Plan de la ville de Gironne et du campement de l'armée des ennemis avec le campement de l'armée du roy, commandée par le marquis du Plessis-Bellière, le 24 juillet 1653